# Popovia
Popovia is een geslacht van rechtvleugeligen uit de familie Pyrgomorphidae. De wetenschappelijke naam van dit geslacht is voor het eerst geldig gepubliceerd in 1952 door Uvarov.

## Soorten
Het geslacht Popovia  is monotypisch en omvat slechts de volgende soort:
- Popovia salvadorae (Uvarov, 1952)